# مومین پروهود
مومین پروهود شهری در استان صوفیه کشور بلغارستان است که جمعیت آن در سال ۲۰۰۱ میلادی ۱٬۷۹۰ نفر بوده‌است.

## نگارخانه

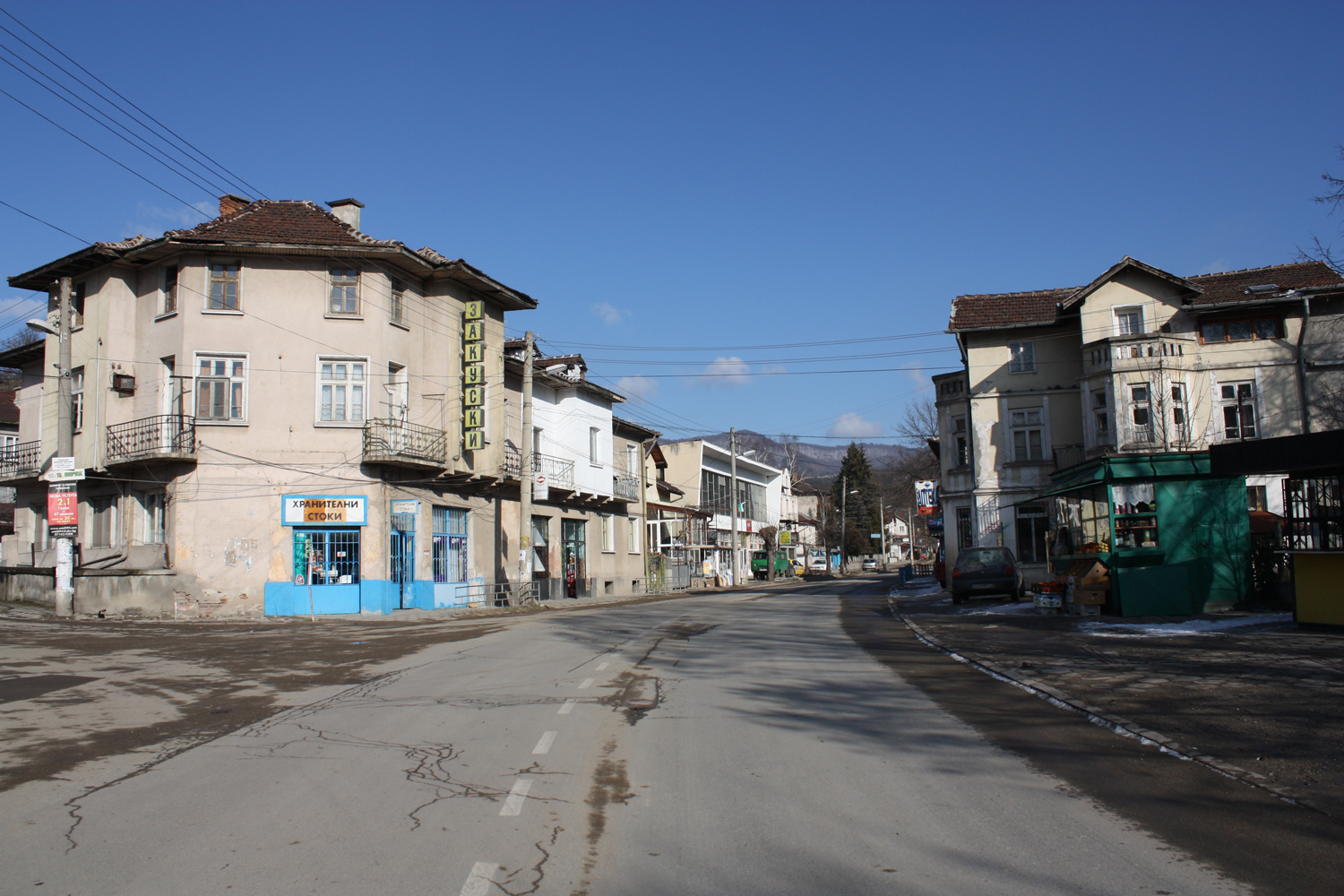
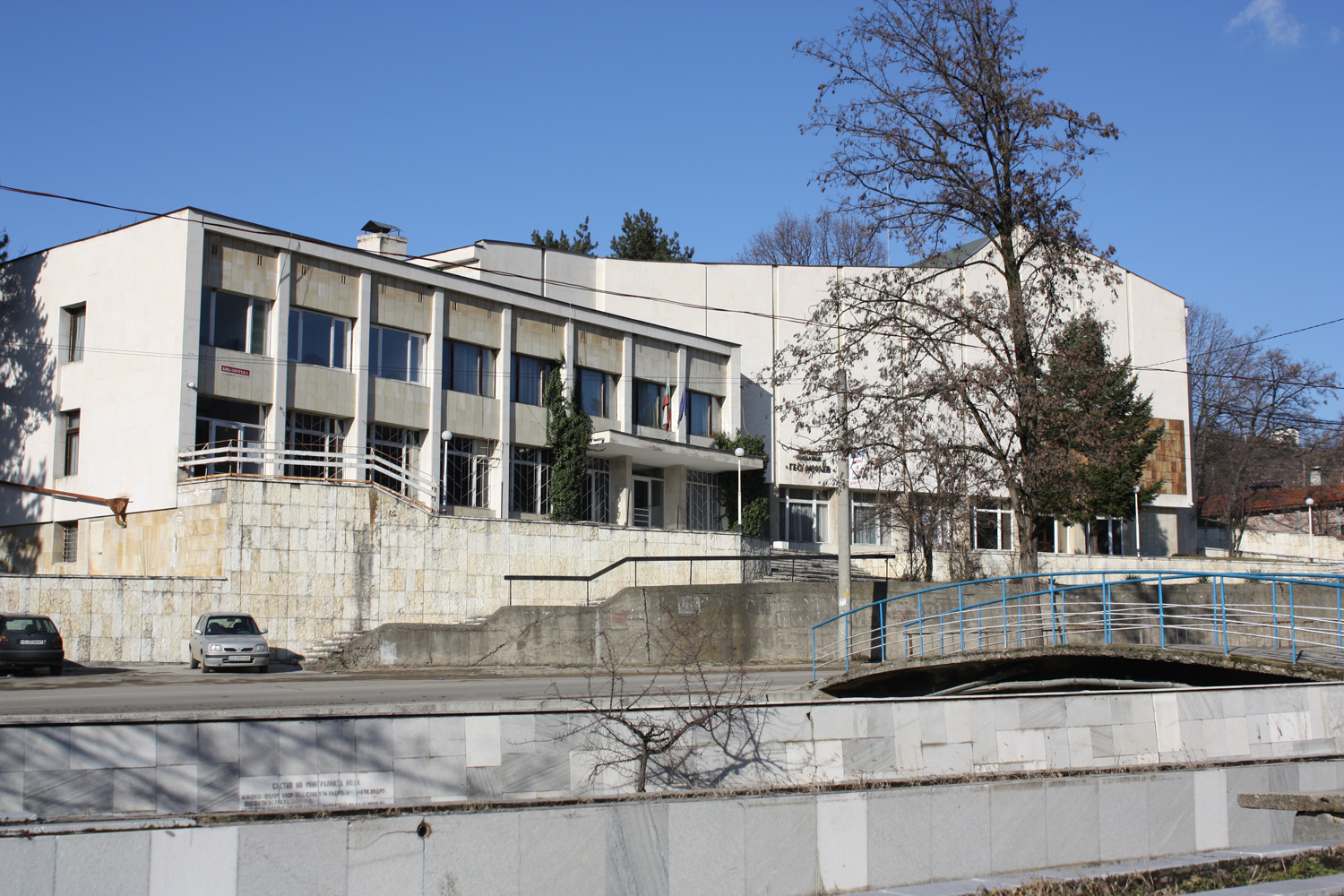
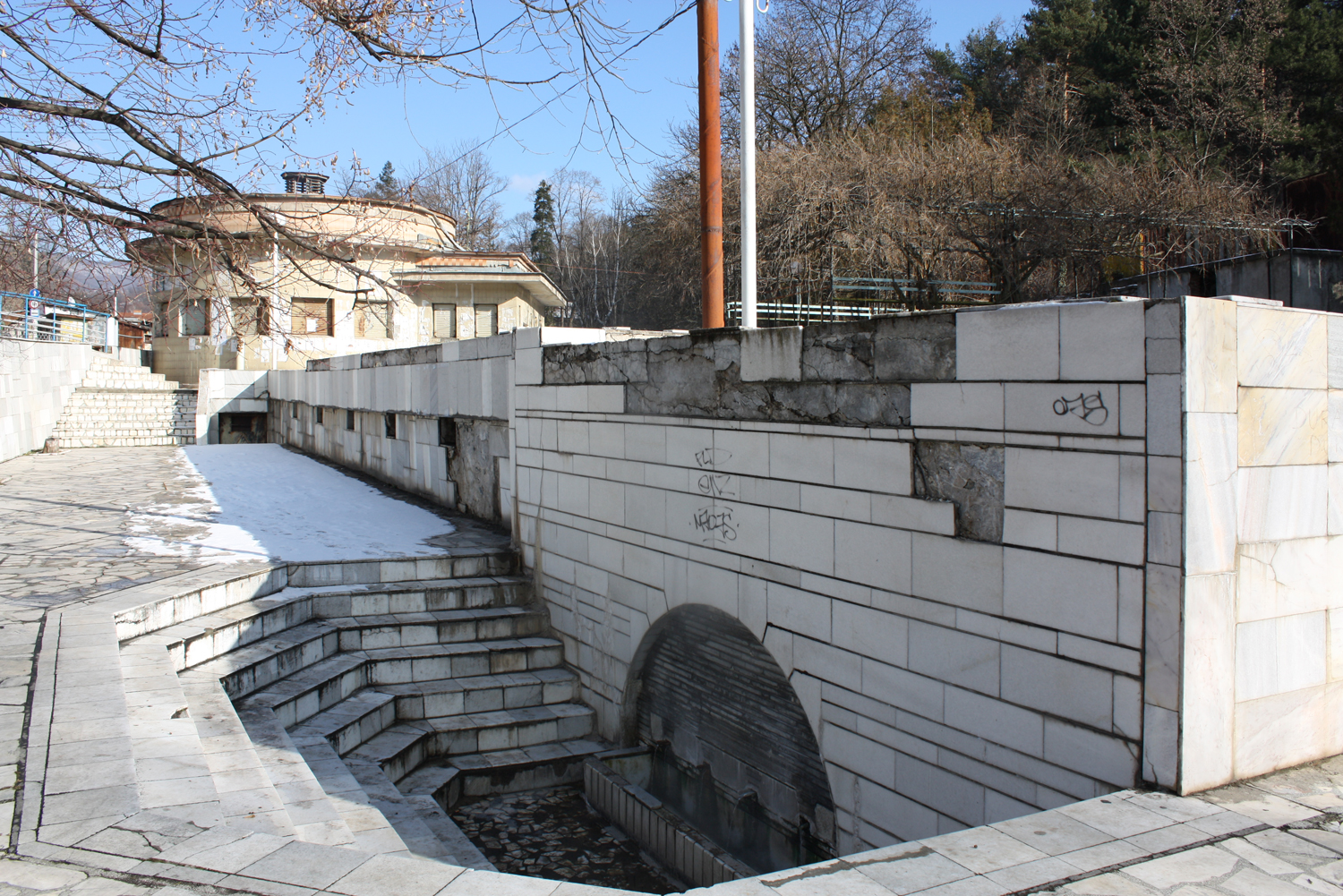
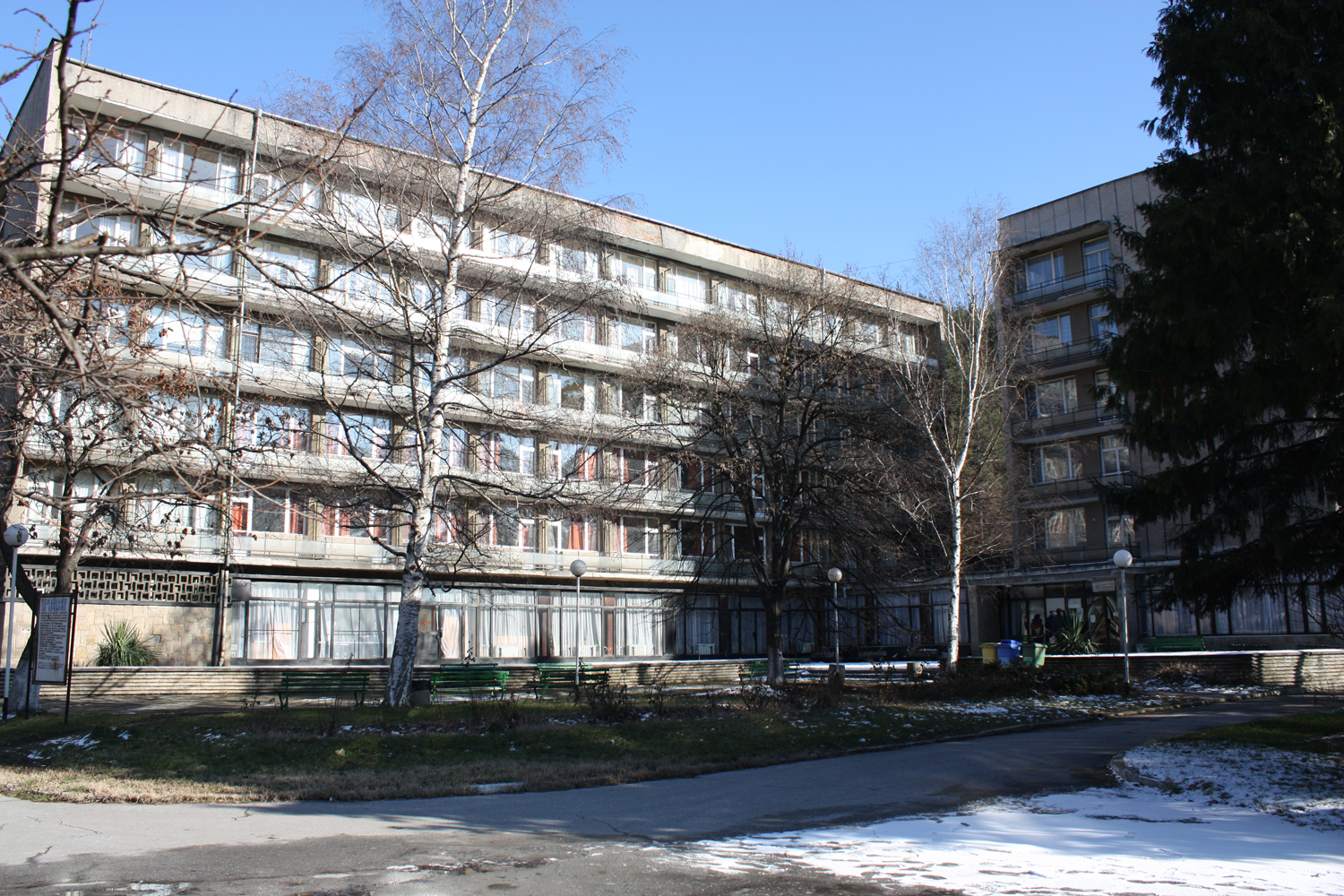
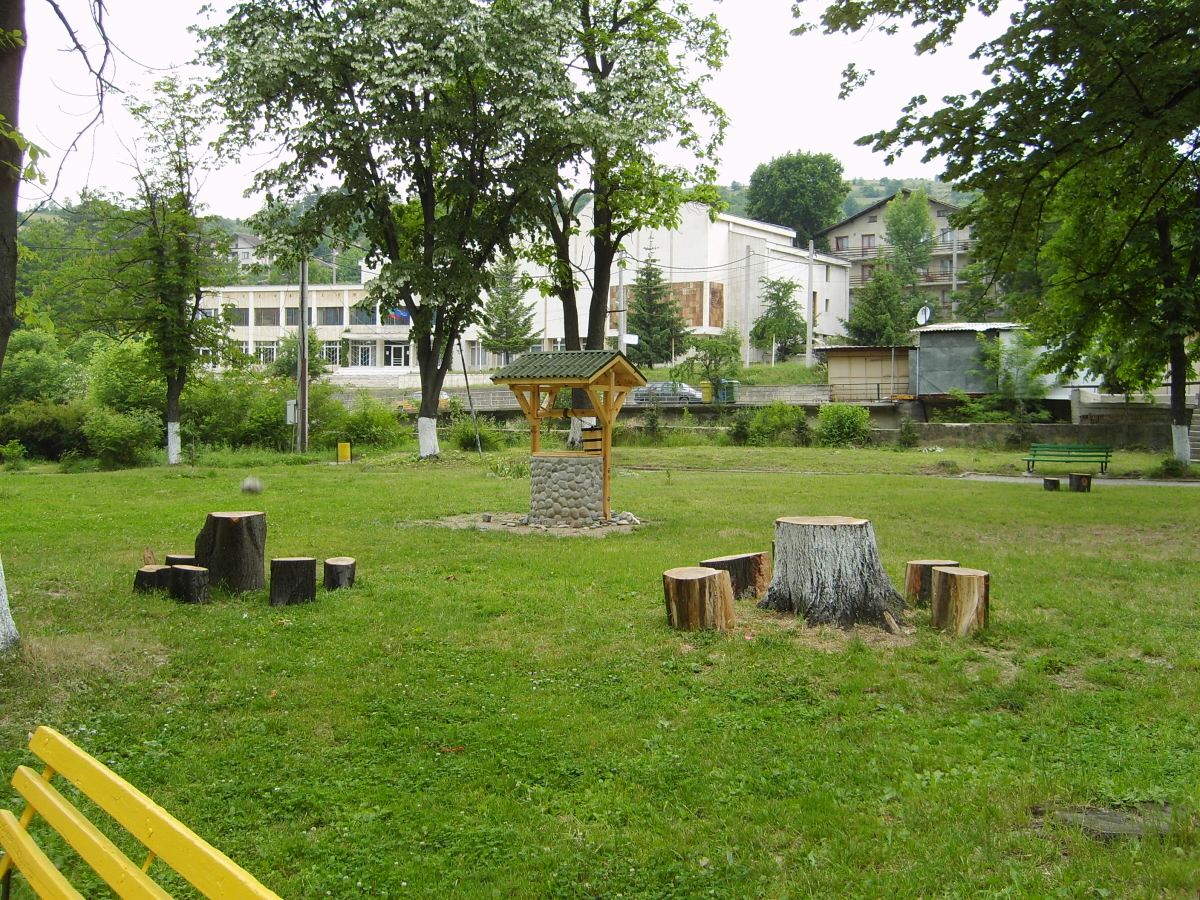